# UCI World Tour 2025
UCI World Tour 2025 je série závodů v silniční cyklistice, která zahrnuje 36 jednodenních a etapových závodů v rámci sezóny 2025. Seriál začal 21. ledna úvodní etapou Tour Down Under a skončí 19. října poslední etapou Tour of Guangxi.
Pod změněným názvem od této sezóny nově soutěží tři UCI WorldTeamy:
- Team Picnic PostNL (dříve Team dsm–firmenich PostNL)
- XDS Astana Team (dříve Astana Qazaqstan Team)
- UAE Team Emirates XRG (dříve UAE Team Emirates)

## Závody
Oficiální kalendář byl odhalen v červenci 2024.
| Závod                             | Datum                 | Vítěz                          | 2. místo               | 3. místo                   |
| --------------------------------- | --------------------- | ------------------------------ | ---------------------- | -------------------------- |
| Santos Tour Down Under            | 21. – 26. ledna       | Jhonatan Narváez (ECU)         | Javier Romo (ESP)      | Finn Fisher-Black (NZL)    |
| Cadel Evans Great Ocean Road Race | 2. února              | Mauro Schmid (SUI)             | Aaron Gate (NZL)       | Laurence Pithie (NZL)      |
| UAE Tour                          | 17. – 23. února       | Tadej Pogačar (SLO)            | Giulio Ciccone (ITA)   | Pello Bilbao (ESP)         |
| Omloop Nieuwsblad                 | 1. března             | Søren Wærenskjold (NOR)        | Paul Magnier (FRA)     | Jasper Philipsen (BEL)     |
| Strade Bianche                    | 8. března             | Tadej Pogačar (SLO)            | Tom Pidcock (GBR)      | Tim Wellens (BEL)          |
| Paříž–Nice                        | 9. – 16. března       | Matteo Jorgenson (USA)         | Florian Lipowitz (GER) | Thymen Arensman (NED)      |
| Tirreno–Adriatico                 | 10. – 16. března      | Juan Ayuso (ESP)               | Filippo Ganna (ITA)    | Antonio Tiberi (ITA)       |
| Milán – San Remo                  | 22. března            | Mathieu van der Poel (NED)     | Filippo Ganna (ITA)    | Tadej Pogačar (SLO)        |
| Volta a Catalunya                 | 24. – 30. března      | Primož Roglič (SLO)            | Juan Ayuso (ESP)       | Enric Mas (ESP)            |
| Classic Brugge–De Panne           | 26. března            | Juan Sebastián Molano (COL)    | Jonathan Milan (ITA)   | Madis Mihkels (EST)        |
| E3 Saxo Classic                   | 28. března            | Mathieu van der Poel (NED)     | Mads Pedersen (DEN)    | Filippo Ganna (ITA)        |
| Gent–Wevelgem                     | 30. března            | Mads Pedersen (DEN)            | Tim Merlier (BEL)      | Jonathan Milan (ITA)       |
| Dwars door Vlaanderen             | 2. dubna              | Neilson Powless (USA)          | Wout van Aert (BEL)    | Tiesj Benoot (BEL)         |
| Kolem Flander                     | 6. dubna              | Tadej Pogačar (SLO)            | Mads Pedersen (DEN)    | Mathieu van der Poel (NED) |
| Kolem Baskicka                    | 7. – 12. dubna        | João Almeida (POR)             | Enric Mas (ESP)        | Max Schachmann (GER)       |
| Paříž–Roubaix                     | 13. dubna             | Mathieu van der Poel (NED)     | Tadej Pogačar (SLO)    | Mads Pedersen (DEN)        |
| Amstel Gold Race                  | 20. dubna             | Mattias Skjelmose Jensen (DEN) | Tadej Pogačar (SLO)    | Remco Evenepoel (BEL)      |
| Valonský šíp                      | 23. dubna             | Tadej Pogačar (SLO)            | Kévin Vauquelin (FRA)  | Tom Pidcock (GBR)          |
| Lutych–Bastogne–Lutych            | 27. dubna             | Tadej Pogačar (SLO)            | Giulio Ciccone (ITA)   | Ben Healy (IRL)            |
| Tour de Romandie                  | 29. dubna – 4. května | João Almeida (POR)             | Lenny Martinez (FRA)   | Jay Vine (AUS)             |
| Eschborn–Frankfurt                | 1. května             | Michael Matthews (AUS)         | Magnus Cort (DEN)      | Jon Barrenetxea (ESP)      |
| Giro d'Italia                     | 9. května – 1. června | Simon Yates (GBR)              | Isaac del Toro (MEX)   | Richard Carapaz (ECU)      |
| Critérium du Dauphiné             | 8. – 15. června       | Tadej Pogačar (SLO)            | Jonas Vingegaard (DEN) | Florian Lipowitz (GER)     |
| Tour de Suisse                    | 15. – 22. června      | João Almeida (POR)             | Kévin Vauquelin (FRA)  | Oscar Onley (GBR)          |
| Copenhagen Sprint                 | 22. června            | Jordi Meeus (BEL)              | Alexis Renard (FRA)    | Emilien Jeannière (FRA)    |
| Tour de France                    | 5. – 27. července     | Tadej Pogačar (SLO)            | Jonas Vingegaard (DEN) | Florian Lipowitz (GER)     |
| Clásica de San Sebastián          | 2. srpna              | Giulio Ciccone (ITA)           | Jan Christen (SUI)     | Maxim Van Gils (BEL)       |
| Tour de Pologne                   | 4. – 10. srpna        | Brandon McNulty (USA)          | Antonio Tiberi (ITA)   | Matteo Sobrero (ITA)       |
| BEMER Cyclassics                  | 17. srpna             | Rory Townsend (IRL)            | Arnaud De Lie (BEL)    | Paul Magnier (FRA)         |
| Renewi Tour                       | 20. – 24. srpna       |                                |                        |                            |
| Vuelta a España                   | 23. srpna – 14. září  |                                |                        |                            |
| Bretagne Classic                  | 31. srpna             |                                |                        |                            |
| Grand Prix Cycliste de Québec     | 12. září              |                                |                        |                            |
| Grand Prix Cycliste de Montréal   | 14. září              |                                |                        |                            |
| Il Lombardia                      | 11. října             |                                |                        |                            |
| Tour of Guangxi                   | 14. – 19. října       |                                |                        |                            |